# Wysław
Wysław – staropolskie imię męskie, złożone z dwóch członów: Wysze- skróconego do Wy- ("wyższy, ceniony ponad wszystko, stawiany ponad innymi") i -sław ("sława"). Może więc oznaczać "ceniący sławę ponad wszystko". Stanowi inną formę imienia Wyszesław, ale mogło pochodzić też od imienia Wojsław.